# Elecciones municipales de Cuenca de 2009
Las elecciones municipales de Cuenca de 2009 hacen referencia al proceso electoral que se llevó a cabo el 26 de abril de dicho año en la ciudad ecuatoriana de Cuenca.

## Candidatos a la Alcaldía

### Alianza PAIS
Paúl Granda, militante del movimiento Alianza País (AP), cuyo máximo líder era Rafael Correa, quien buscaba en las mismas elecciones de febrero de 2009 ser ratificado como presidente de la república bajo la nueva Constitución de 2008.
Granda es doctor en Jurisprudencia. Fue elegido concejal en 2006, en 2008 fue vicealcalde de la ciudad y en 2004 candidato a la Prefectura del Azuay. Además, Granda ha estado al frente de la dirección de la Corporación Participación Ciudadana (CPC). Fue director ejecutivo del Instituto de Régimen Seccional del Ecuador (IERSE) y docente de la Universidad del Azuay (UDA).

### Alianza Igualdad - PSFA - ID - MOPA
Marcelo Cabrera, candidato a la reelección, fue alcalde en el periodo 2005-2009. Formó el movimiento Igualdad luego de desvincularse de la Izquierda Democrática (ID), por la cual fue elegido alcalde en 2004, y de la Democracia Popular (DP), por la cual fue prefecto del Azuay en los períodos 1996-2000 y 2000-2004. Cabrera es ingeniero civil y profesor en esta área en la Universidad de Cuenca.

### Partido Sociedad Patriótica
Alejandro Cordero, militante del Partido Sociedad Patriótica (PSP), fue fundador del Partido Sociedad Patriótica (PSP) y ocupó el cargo de director regional del Trabajo en la provincia del Azuay durante la presidencia de Lucio Gutiérrez (2003 al 2005). Cordero es doctor de Jurisprudencia.

### Movimiento de Integración y Transformación Social
María Augusta Cárdenas, ingeniera química, fue presidenta de la Federación de Estudiantes Universitarios del Ecuador (FEUE) en Cuenca en 1997. Fue candidata a la Alcaldía de Cuenca en representación del Movimiento de Integración y Transformación Social (MITS), liderado por Diego Delgado, candidato a la presidencia ese mismo año.

## Resultados

### Alcaldía
| Lista       | Partido / Movimiento                                                                                             | Candidato                      | Votos   | %    |
| ----------- | --- | ------------------------------ | ------- | ---- |
| 35 76       | Movimiento Alianza País, Patria Altiva I Soberana Movimiento Encuentro Democrático                               | Paúl Granda López              | 117.989 | 50,0 |
| 82 17 12 70 | Movimiento Igualdad Partido Socialista-Frente Amplio Izquierda Democrática Movimiento de Profesionales del Azuay | Marcelo Cabrera Palacios       | 96.172  | 40,7 |
| 3           | Partido Sociedad Patriótica 21 de Enero                                                                          | Alejandro Cordero Cordero      | 14.825  | 6,3  |
| 151         | Movimiento de Integración y Transformación Social                                                                | María Augusta Cárdenas Urgiles | 7.217   | 3,1  |

### Concejales

#### Circunscripción Urbana
| Partido / Movimiento    | Concejal               |
| ----------------------- | ---------------------- |
| Movimiento Alianza País | María Cecilia Alvarado |
| Movimiento Alianza País | Juanita Bersosa        |
| Movimiento Alianza País | Tarquino Orellana      |
| Movimiento Alianza País | Joaquín Peña           |
| Movimiento Alianza País | Fernando Moreno        |
| Movimiento Alianza País | Monserrath Tello       |
| Movimiento Igualdad     | Lauro López            |
| Movimiento Igualdad     | Jaime Moreno           |
| PSP                     | Ángel Montero          |
| PSC                     | Wilson Muñoz           |

#### Circunscripción Rural
| Partido / Movimiento    | Concejal        |
| ----------------------- | --------------- |
| Movimiento Alianza País | Ruth Caldas     |
| Movimiento Alianza País | Carlos Orellana |
| Movimiento Alianza País | Norma Illares   |
| PSP                     | Julio León      |
| Movimiento Igualdad     | Lauro Pesántez  |

Fuente: